# Neil Shubin
Neil H. Shubin (Filadelfia, 22 de diciembre de 1960) es un paleontólogo, biólogo evolutivo y divulgador científico estadounidense. Conocido por su trabajo con el Tiktaalik, es profesor en la Universidad de Chicago y rector del Museo Field de Historia Natural .

## Trayectoria
Estudió en la Universidad de Columbia y la Universidad de California en Berkeley doctorándose en Harvard en 1987.

## Publicaciones
- Your Inner Fish: A Journey Into the 3.5 Billion-Year History of the Human Body, 2008
- The Universe Within: Discovering the Common History of Rocks, Planets, and People, 2013